# Отмар Мајер
Отмар Мајер (мађ. Mayer Ottmár; Темишвар, 11. новембар 1911 — Суботица, 18. новембар 1941) био је одговорни уредник мађарског часописа „Хид”, члан КПЈ, секретар Окружног комитета за северну Бачку и члан Покрајинског комитета за Војводину.

## Биографија
Члан КПЈ постао је 1932. или 1933. Одговорни уредник часописа „Хид” постао је 1936. године. После забране излажења „Хида” (1940. године), уређивао је „Кепеш Ујшаг”.
За секретара ОК КПЈ за северну Бачку изабран је крајем 1939. За члана ПК КПЈ изабран је 1940. године.
Ухапшен је крајем 1940. године због илегалног рада. Из затвора је пуштен уочи Априлског рата, 5. априла 1941. године.
Био је активан током мађарске окупације Бачке. Организовао је месне комитете у Бачкој Тополи и Сенти. У склопу припрема за дочек совјетских падобранаца радио је на извођењу саботажа и диверзија у Суботици и околини. Почетком августа је на захтев Радивоја Ћирпанова, члана Секретаријата ПК Војводине задуженог за Суботицу, смењен са места секретара Окружног комитета под образложењем да превише времена проводи на терену. На његово место је постављен Ладислав Грос.
Ухапшен је септембра 1941. године. Мучен је у Жутој кући у Суботици. Покушао је да изврши самоубиство, пререзавши себи вене. Осуђен је на смрт вешањем 13. новембра. Пред само вешање написао је опроштајно писмо својим родитељима. Са петнаесторицом својих ратних другова обешен је 18. новембра 1941. године.
Геза Тиквицки га је у својим мемоарима „Слике из устанка у Бачкој” оценио овако: „Отмар је био демократичан човек, толерантан и угодан сарадник, изузетно марљив и неуморан прегалац, човек са широким општим и марксистичким образовањем. Спадао је у ред најврснијих интелектуалаца у Суботици. Многи од нас млађих много смо научили од њега. Ми који смо га познавали високо смо га ценили и волели.”